# Michigan Wolverines

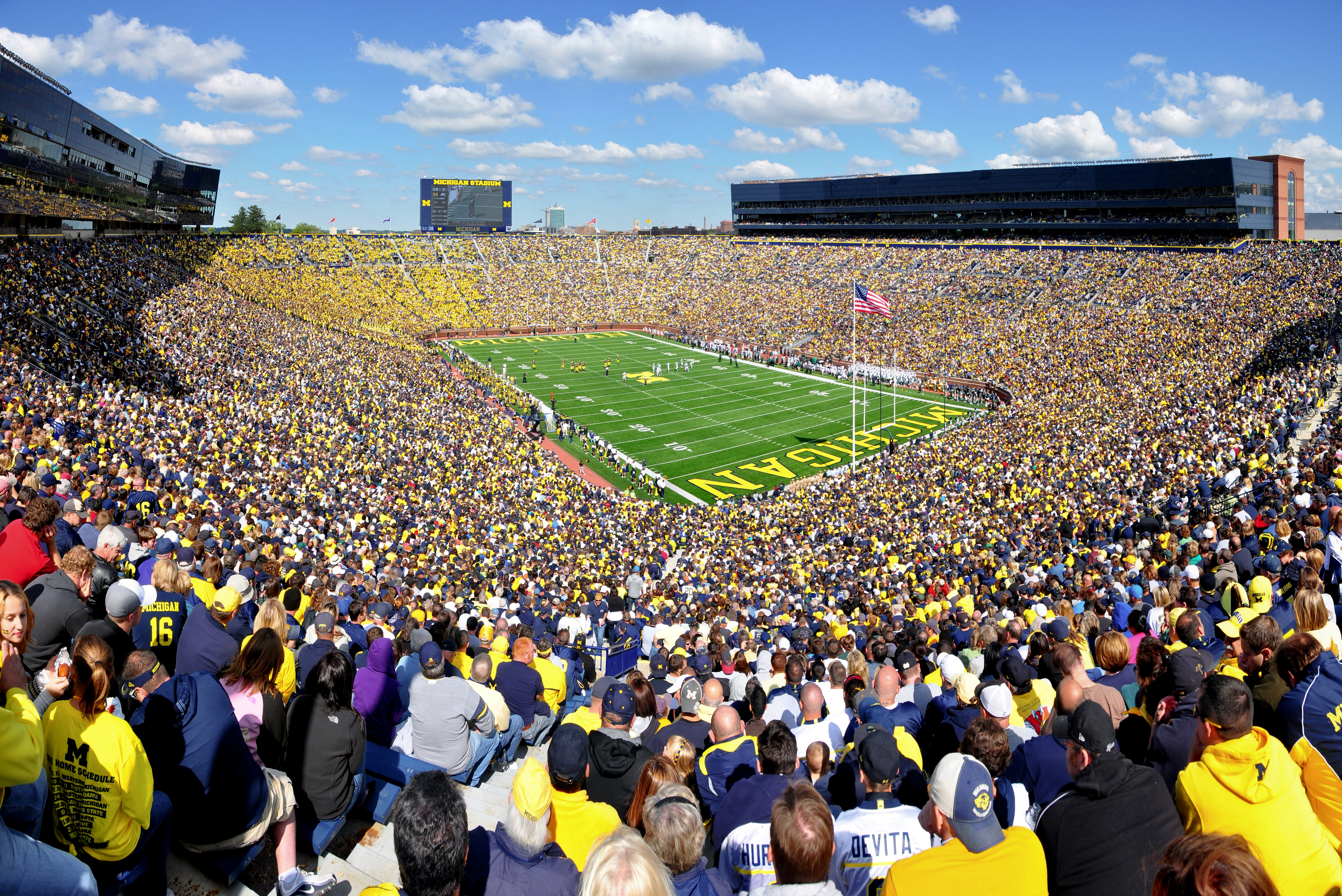
Utomhusarenan Michigan Stadium.

Michigan Wolverines är en idrottsförening tillhörande University of Michigan och har som uppgift att ansvara för universitetets idrottsutövning.

## Idrotter
Wolverines deltager i följande idrotter:
| Herrar - Amerikansk fotboll - Baseboll - Basket - Brottning - Fotboll - Friidrott - Golf - Gymnastik - Ishockey - Lacrosse - Simhopp - Simning - Tennis - Terränglöpning | Damer - Basket - Fotboll - Friidrott - Golf - Gymnastik - Lacrosse - Landhockey - Rodd - Softboll - Simhopp - Simning - Tennis - Terränglöpning - Vattenpolo - Volleyboll |

## Anläggningar
- Michigan Stadium, utomhusarena som används av Wolverines lag för amerikansk fotboll. Den har dock använts tidigare av några av idrottsföreningens andra idrottslag. Utomhusarenan är också en av världens största efter publikkapacitet[29].

## Idrottsutövare

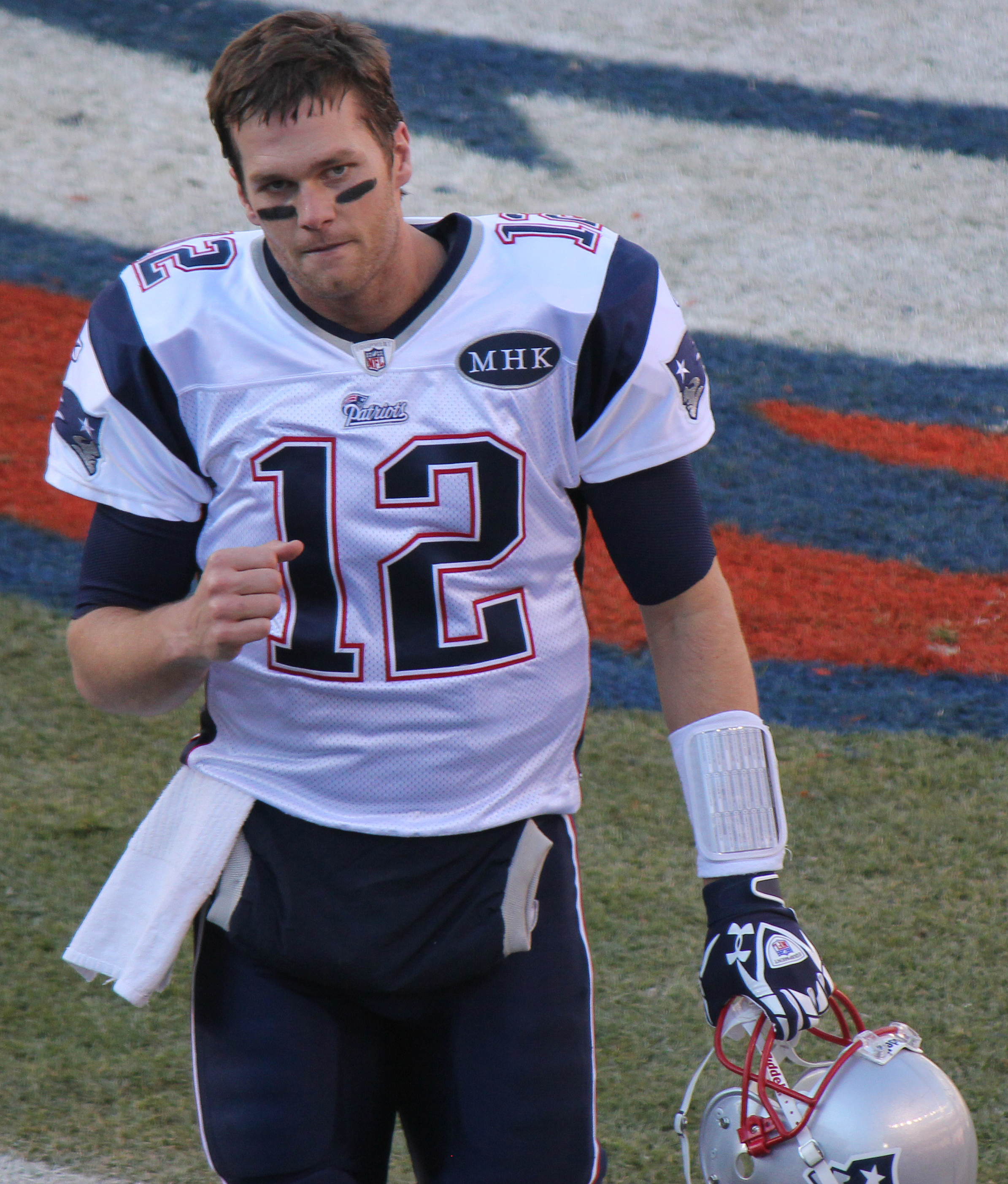
Tom Brady.

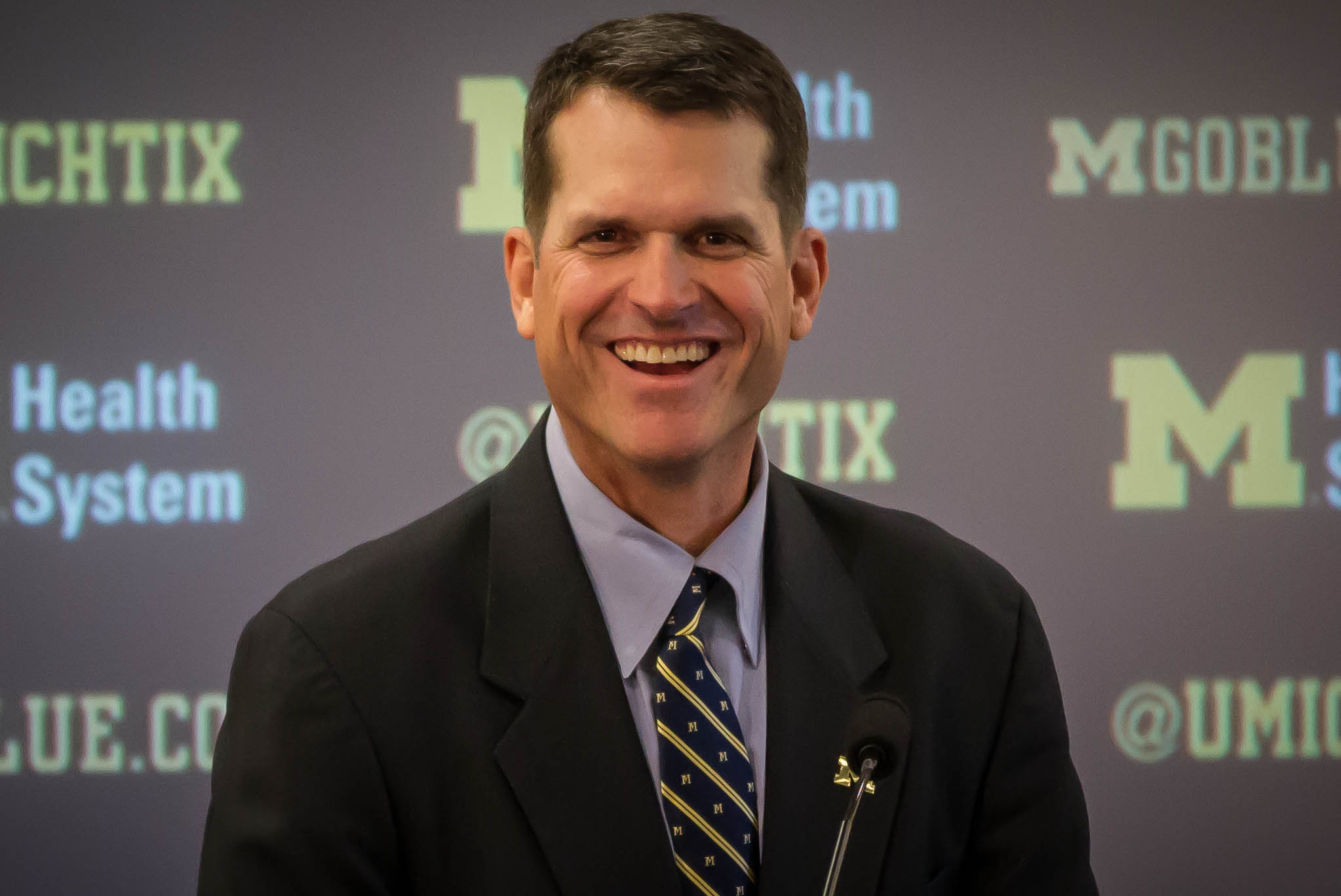
Jim Harbaugh.

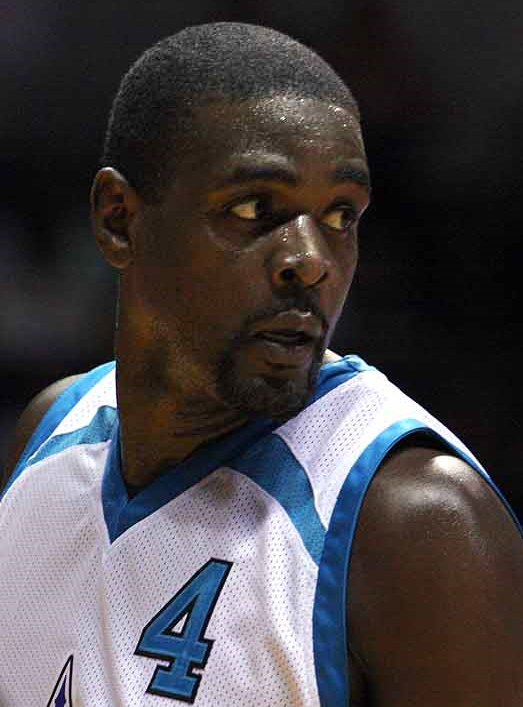
Chris Webber.

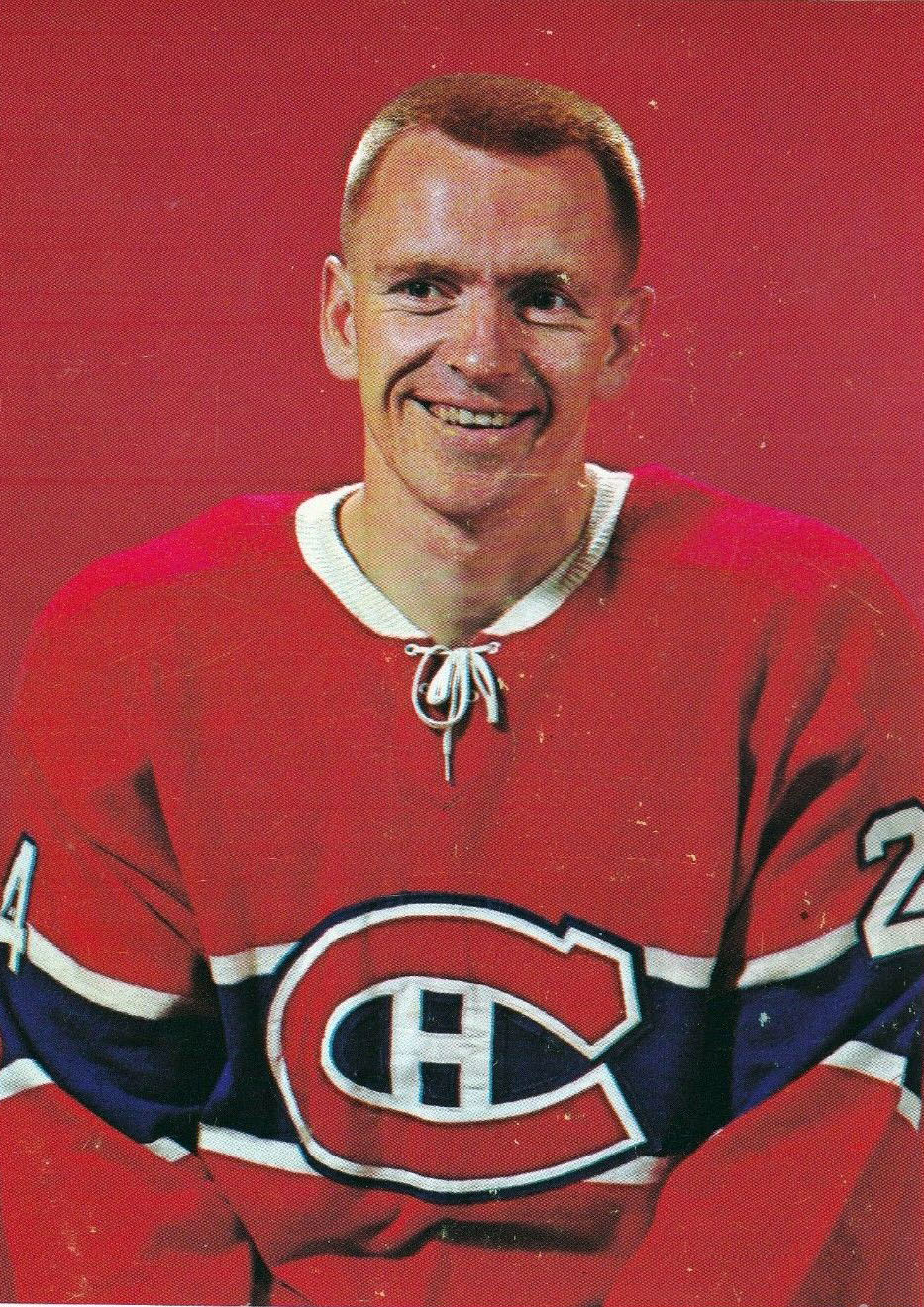
Red Berenson.

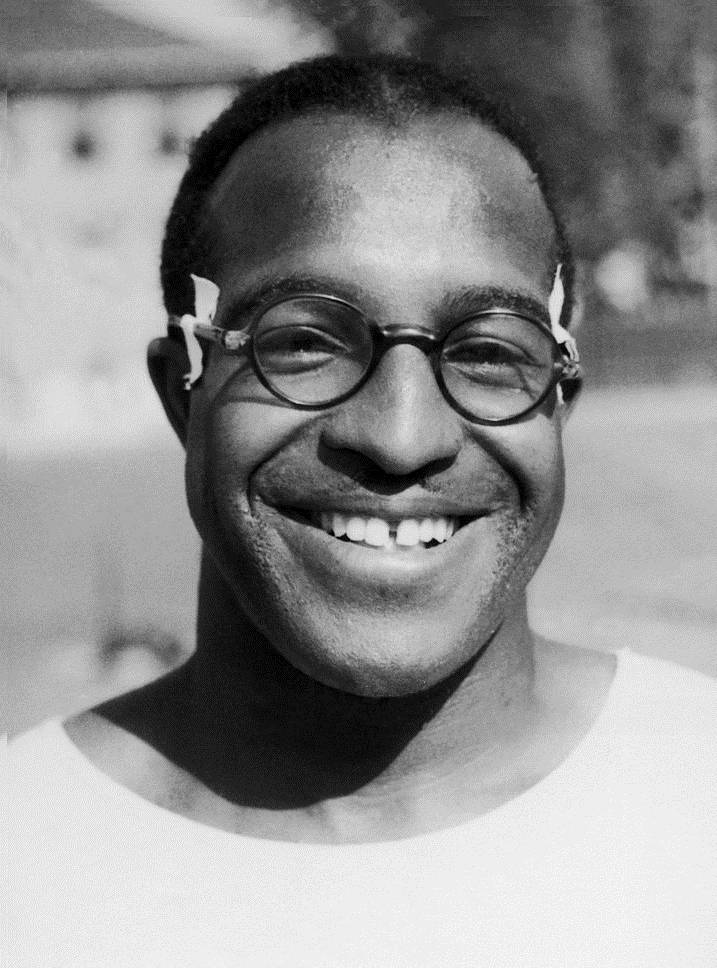
Eddie Tolan.

| Amerikansk fotboll - Derrick Alexander - Jason Avant - Tom Brady - Gerald Ford - Jim Harbaugh Baseboll - Elmer Gedeon Basket - Kobe Bufkin - Colin Castleton - Moussa Diabaté - Tim Hardaway Jr. - Caleb Houstan - Jett Howard - Juwan Howard - Phil Hubbard - Caris LeVert - Isaiah Livers - Jordan Poole - Duncan Robinson - Roy Tarpley - Franz Wagner - Moritz Wagner - Chris Webber Friidrott - Kent Bernard - Ralph Craig - Ken Doherty - John Garrels - Archie Hahn - DeHart Hubbard - Carl Johnson - Eeles Landström - John McLean - Roland Nilsson - Ralph Rose - Frederick Schule - Eddie Tolan - Anna Willard - Nick Willis Gymnastik - Elise Ray Ishockey - Johnny Beecher - Matty Beniers - Red Berenson - Nick Blankenburg - Thomas Bordeleau - Jason Botterill - Gavin Brindley - Brendan Brisson - Todd Brost - Chris Brown - Mike Brown - Mike Cammalleri - Seamus Casey - Andrew Cogliano - J.T. Compher - Mike Comrie - Kyle Connor | - Andrew Copp - Phil Di Giuseppe - Dylan Duke - Andrew Ebbett - Adam Fantilli - Luke Glendening - Carl Hagelin - David Harlock - Michael Helber - Luke Hughes - Pat Hughes - Quinn Hughes - Matt Hunwick - Zach Hyman - Willard Ikola - Jack Johnson - Kent Johnson - Brad Jones - Steven Kampfer - Mike Knuble - Chad Kolarik - Mike Komisarek - Jack LaFontaine - Dylan Larkin - William Lockwood - John Madden - Cooper Marody - John Matchefts - Rutger McGroarty - Jon Merrill - Al Montoya - Brendan Morrison - David Moss - Tyler Motte - Bill Muckalt - Frank Nazar - Cristoval Nieves - Josh Norris - Jeff Norton - Eric Nystrom - Myles O'Connor - Max Pacioretty - Aaron Palushaj - Greg Pateryn - Kevin Porter - Erik Portillo - Owen Power - David Roberts - Mackie Samoskevich - Steve Shields - Chris Summers - Jeff Tambellini - Chris Tamer - Jacob Trouba - Marty Turco - Travis Turnbull - Mike Van Ryn - Aaron Ward - Zach Werenski - Cam York Tennis - Barry MacKay - MaliVai Washington |